# 浮谷竹次郎

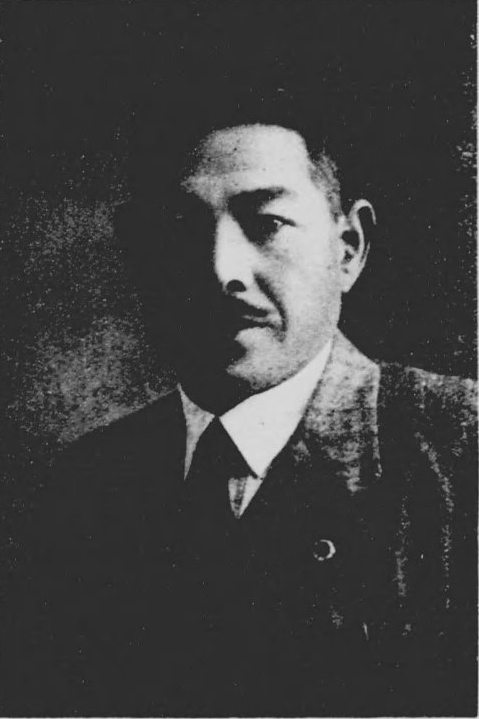
浮谷竹次郎

浮谷 竹次郎（うきや たけじろう、1887年（明治20年）9月24日 - 1965年（昭和40年）3月8日）は、大正から昭和時代の政治家・実業家。千葉県東葛飾郡市川町長、初代市川市長。北総鉄道支配人。

## 経歴・人物
浮谷権兵衛の弟として千葉県に生まれる。浮谷家は葛飾郡市川新田で農業を営み、当主は代々権兵衛を名乗っていた。東京府立第三中学校（現・東京都立両国高等学校）、東北帝国大学農科大学予科を経て、1913年（大正2年）7月に同大畜産科を卒業する。卒業後、志願兵として1年従軍し、1917年（大正6年）陸軍騎兵少尉に進んだ。
ついで、北海道技手、東北帝国大学農科大学予科講師、宮城県農業技師、京成電軌重役秘書、会計・工務課長、北総鉄道支配人、成田鉄道会社取締役建設部長などを歴任。1925年（大正14年）より市川町会議員に3回当選し、1930年（昭和5年）2月に同町長に就任し2期務めた。さらに1932年（昭和7年）1月、千葉県会議員に当選し、1934年（昭和9年）12月に市制施行により市川市が成立すると同市会議員を経て、同月、同市長に就任した。市長は1940年（昭和15年）まで務めた。
戦後、市長公選制の導入により、1947年（昭和22年）に市川市長に復帰、2期務め、1955年（昭和30年）に一度退任。翌1956年（昭和31年）市川市長織田智の退任による市長選挙に立候補し、当選。1964年（昭和39年）までの通算8期21年半に渡り市長を務めた。ケンカ竹の異名を持ち、昭和30年代には海岸埋め立てを強行し、企業を57社誘致した。

## 栄典
位階
- 1917年（大正6年） - 正八位[1]
- 1919年（大正8年） - 従七位[1]

## 親族
- 父：浮谷権兵衛16代（隠居名・本楽。市川新田の地主で市川町長も務めた）
- 長兄：浮谷権兵衛17代（実業家、千葉県多額納税者）[2]
- 岳父：本多貞次郎（京成電鉄創業者、衆議院議員、市川町町長、北総鉄道社長、成田鉄道社長）[7]
- 妻のキンは（1894年生）は栃木県士族小川忠吉の二女で本多貞次郎の養女[8]。宇都宮高女卒[9]。
- 子に貞雄、清、豊、春枝、栄子。
- 甥の子に浮谷東次郎。